# اس‌اس مریلند (ای‌اوتی-۵۰۸۴)
اس‌اس مریلند (ای‌اوتی-۵۰۸۴) (به انگلیسی: SS Chesapeake (AOT-5084)) یک کشتی است که طول آن ۷۳۶ فوت (۲۲۴ متر) می‌باشد. این کشتی در سال ۱۹۶۴ ساخته شد.